# Kovanín
Kovanín je malá vesnice, část obce Zálezly v okrese Prachatice v Jihočeském kraji. Nachází se asi jeden kilometr východně od Zálezel. Je zde evidováno 23 adres. V roce 2011 zde trvale žilo padesát obyvatel.
Kovanín leží v katastrálním území Zálezly u Čkyně o výměře 6,11 km².

## Historie
První písemná zmínka o vesnici pochází z roku 1315.

## Obyvatelstvo
| Rok            | 1869 | 1880 | 1890 | 1900 | 1910 | 1921 | 1930 | 1950 | 1961 | 1970 | 1980 | 1991 | 2001 | 2011 | 2021 |
| -------------- | ---- | ---- | ---- | ---- | ---- | ---- | ---- | ---- | ---- | ---- | ---- | ---- | ---- | ---- | ---- |
| Počet obyvatel | 154  | 160  | 161  | 150  | 136  | 123  | 133  | 82   | 96   | 79   | 63   | 60   | 50   | 50   | 64   |
| Počet domů     | 21   | 24   | 25   | 25   | 25   | 25   | 25   | 25   | 25   | 21   | 17   | 22   | 24   | 24   | 25   |

## Pamětihodnosti
Ve vsi se nalézá několik stavení ve stylu selského baroka. Nejzajímavější je objekt čp. 15 z roku 1843 s reliéfy ve středu štítu (stromečky, střapce a nápis) od zednického mistra Jakuba Bursy (kulturní památka ČR).